# St. Peter und Paul (Troisdorf-Eschmar)

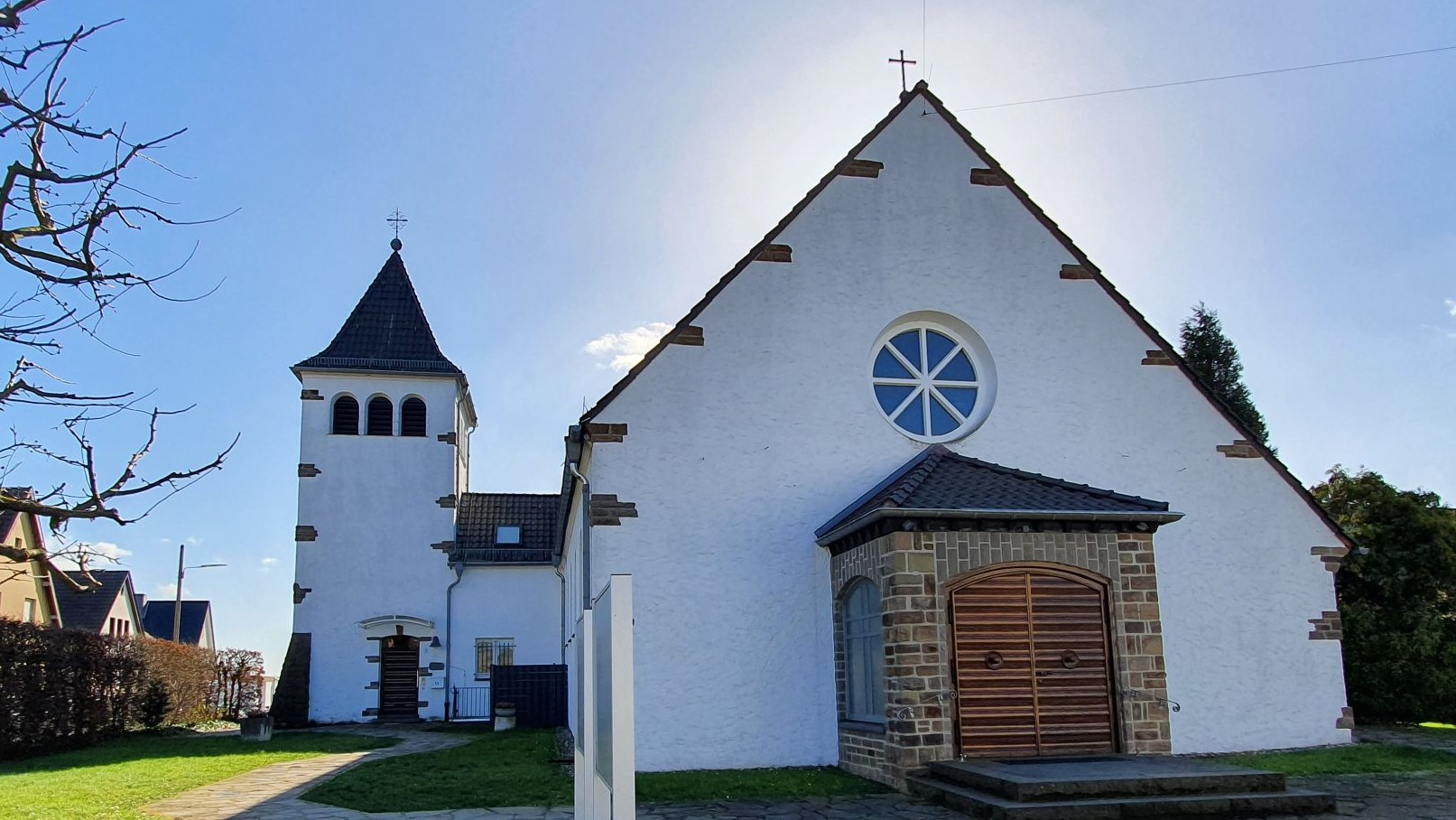
St. Peter und Paul (Eschmar) von Westen

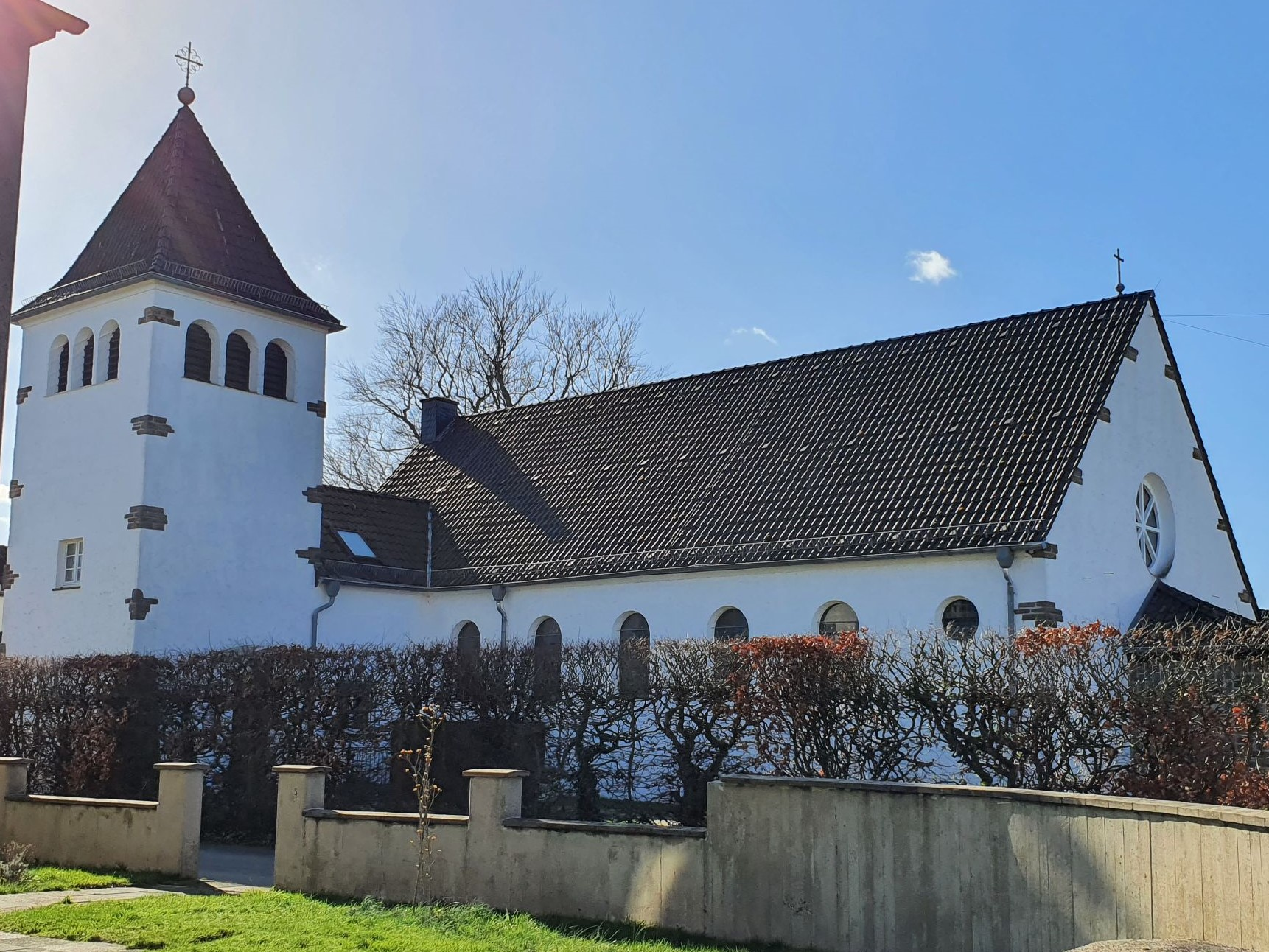
St. Peter und Paul (Eschmar) von Norden

Die römisch-katholische Kirche St. Peter und Paul in Troisdorf-Eschmar ist eine Filialkirche der Pfarrei St. Johannes in Sieglar.

## Geschichte
Bereits seit 1927 versuchte man, die Baukosten durch private Spenden aufzubringen. Die Grundsteinlegung für den Neubau wurde am 22. November 1936 durch den 1945 im KZ Dachau ermordeten Sieglarer Pastor Franz Boehm vollzogen. Am 27. Juni 1937 wurde die Kirche St. Peter und Paul nach einer Bauzeit von nur sieben Monaten benediziert – erst 45 Jahre später, am 29. Juni 1982, folgte die eigentliche Kirchweihe. Der erste eigene Seelsorger für Eschmar war von 1941 bis 1946 Pater Wunibald Weber, Benediktinermönch der Abtei auf dem Michaelsberg in Siegburg.

## Architektur
Die Bau wurde als einschiffige Saalkirche nach Plänen des Kölner Architekten Hans Peter Fischer errichtet. Offenbar orientierte sich Fischer an Empfehlungen des damaligen Kölner Instituts für religiöse Kunst für einen zeitgemäßen Kirchenbau, wie etwa:
- freie Sicht auf den Altar durch Verzicht auf Pfeiler und Säulen im Kirchenraum
- Verzicht auf prunkvolle Altarbauten, stattdessen farbliche Gestaltung der Altarrückwand mit religiösen Motiven.

St. Peter und Paul steht als Baudenkmal unter Denkmalschutz.
.

## Ausstattung
Im Zentrum der Kirche steht das große Pantokrator-Mosaik mit den Namenspatronen an der Altarrückwand. Das Christus-Mosaik wurde in den Jahren 1946 bis 1948 angebracht. Der Entwurf stammte vom Kirchenmaler Franz Seemann in Rhens. Die Ausführung hatte die Firma Rheinische Mosaikwerkstätten in Köln übernommen.
Tabernakel-Stele, Altar, Ambo und Taufbecken in rotem Marmor sind Werke des Kölner Künstlers Wolfgang Reuter aus dem Jahr 1996. Die Kirchenfenster stammen aus dem Jahr 1951 nach Entwürfen von Peter Weber (Düsseldorf).
Die erste Orgel wurde 1962 von Walcker Orgelbau in Bliesransbach errichtet und 1999 durch eine im Jahr 1973 durch die Firma Fischer & Krämer, Endingen, gebaute Orgel ersetzt.